# Annelvira Ossoli
Celeste Maria, en religion Annelvira Ossoli, née le 26 août 1936, morte le 23 mai 1995 à Kikwit en République démocratique du Congo, est une religieuse des Sœurs des pauvres de Bergame, missionnaire et infirmière en Afrique.
Supérieure provinciale de son ordre, « martyre de la charité » en contractant la maladie Ebola auprès de ceux qu'elle a rejoints pour les assister, elle est reconnue vénérable par le pape François en 2021. Elle est fêtée le 23 mai.

## Biographie
Celeste Maria Ossoli naît le 26 août 1936 à Orzivecchi en Italie,,. Elle est l'une des quatre enfants de Lodovico Ossoli, colporteur, et Elvira Zerbini, commerçante.
À partir de quatorze ans, elle travaille pour aider ses parents. Elle désire devenir religieuse, et en parle à sa mère, qui est d'accord ; en revanche son père s'y oppose violemment et la frappe quand elle le lui annonce, lorsqu'elle a dix-sept ans, mais il la laisse finalement partir, à contrecœur.
Elle entre en octobre 1953 chez les Sœurs des pauvres de Bergame. Lors de sa prise d'habit, elle prend le nom de Sœur Annelvira. Elle prononce ses premiers vœux à vingt ans, puis est envoyée à Rome pour recevoir la formation d'infirmière professionnelle. Elle suit en plus le cours de direction de soins infirmiers. Elle est affectée pour un an dans la maison de retraite de Milan, mais elle est destinée à partir pour la mission en Afrique, au Congo belge (actuellement la RD Congo).
Parvenue au Congo le 1er novembre 1961, elle est affectée à l'hôpital civil de Kikwit. Elle s'y dévoue jusqu'à ce qu'elle attrape la tuberculose. Hospitalisée dans une clinique, elle refuse la fin des soins tant que les tuberculeux de l'hôpital de Kikwit ne bénéficient pas du même traitement ; elle permet ainsi la guérison d'un plus grand nombre.
Elle retourne en Italie pour se former à l'obstétrique. Diplômée en 1969, elle repart pour le Congo. Nommée à Kingasani, quartier pauvre et surpeuplé dans la banlieue de Kinshasa, elle aide chaque jour à la naissance de trente à quarante enfants, ce qui lui vaut le surnom de « femme de vie ».
Revenue à Kikwit, elle est supérieure de la communauté religieuse. Épuisée et victime de fortes douleurs aux genoux, elle ne peut plus tenir debout, doit retourner à Bergame et circuler en fauteuil roulant. Opérée avec succès début 1980, elle repart pour le Congo, devenu Zaïre.
Après quelques années à Kikwit, elle est affectée en 1988 à Tumikia, puis en 1990 à Kingasani, en tant que supérieure. Elle ne cache pas son inquiétude sur l'instabilité politique du pays.
Élue en 1992 supérieure provinciale d'Afrique, elle visite les différentes communautés, au Zaïre, en Côte d'Ivoire, au Malawi. Elle s'efforce d'être toujours disponible, sans économiser sa santé.
Informée en avril 1995 de la gravité d'une épidémie et de l'état de santé de ses religieuses, elle effectue 500 km en jeep pour les rejoindre et assister sœur Floralba Rondi qui meurt le 25 avril, sœur Clarangela Ghilardi qui meurt le 6 mai, sœur Danielangela Sorti le 11 mai. Se sentant mal le 13 mai, elle confie que son tour est venu. Mise en isolement avec sœur Vitarosa Zorza qui a voulu rester avec elle, elle meurt le 23 mai 1995.

## Procédure en béatification
La procédure pour la béatification éventuelle de sœur Annelvira Ossoli est ouverte le 28 avril 2013 au niveau du diocèse de Kikwit et reçoit la même année l'avis du Saint-Siège indiquant que rien ne s'oppose à cette enquête. Une autre enquête diocésaine, complémentaire, est ouverte dans le diocèse de Bergame. Les enquêtes diocésaines sont closes à Bergame en janvier 2014 et à Kikwit le 23 février suivant. Le dossier est transmis à Rome auprès de la Congrégation pour les causes des saints.
La Positio sur les vertus de sœur Annelvira Ossoli est terminée en juin 2018 et examinée en juin 2020 par la commission théologique.
Le pape François approuve le 17 mars 2021 la reconnaissance de l'héroïcité de ses vertus et la reconnaît ainsi vénérable,. Sa fête est le 23 mai.